# Redoubt
Redoubt eller Redoubt-vulkanen er en aktiv stratovulkan i Chigmit bjergkæden, der er en mindre del af Aleuterne i den amerikanske stat Alaska. Vulkanen er 3108 m høj, ca. 6 kilometer i diameter og dens base er ca. 30–35 km3. Bjerget ligger vest for fjorden Cook Inlet på halvøen Kenai, omkring 170 km sydvest for Anchorage. Redoubt er 2.700 m højere end sine omkringliggende dale mod nord, syd og sydøst. Det er også det tredjehøjeste i bjergkæden, hvor det nærliggende bjerg Torbert med 3479 m er det højeste, og bjerget Spurr med 3374 m er det næsthøjeste.
Bjergvulkanen har været aktiv i årtusinder, og Redoubt har haft udbrud fem gange siden 1900. Udbruddet i 1989 udspyede vulkansk aske så højt op i atmosfæren, at et fly måtte nødlande. Asken overdækkede et areal på 20.000 km². 1989-udbruddet er også kendt for at være det første vulkanudbrud, der var forudsagt vha. en metode, der over lang tid måler seismiske hændelser. Metoden er udviklet af den schweizisk-amerikanske vulkanolog Bernard Chouet.